# 淡滨尼北站
淡滨尼北地铁站（英語：Tampines North MRT Station，代號CR6）是新加坡地铁跨岛线的一个车站，位于新加坡本岛淡滨尼北新市镇。

## 历史
2019年1月25日，陆交局宣布跨岛线第一阶段的车站位置，淡滨尼北站为本路线的一部分。跨岛线第一阶段的建设工程将于2020年开始，并于2030年完工。